# Leichtathletik-Weltmeisterschaften 2019/Hammerwurf der Männer
Der Hammerwurf der Männer bei den Leichtathletik-Weltmeisterschaften 2019 fand am 1. und 2. Oktober 2019 im Khalifa International Stadium der katarischen Hauptstadt Doha statt.
31 Athleten aus 20 Ländern nahmen an dem Wettbewerb teil.
Zwei Bronzemedaillen:

Nach Abschluss des Finales in diesem Wettbewerb lag der Ungar Bence Halász mit 78,18 m alleine auf dem Bronzeplatz, der Pole Wojciech Nowicki belegte mit 77,69 m Rang vier. Doch der polnische Verband legte Protest ein. Auf einem Video war klar zu erkennen, dass Halász bei seinem Bronzewurf mit einem Fuß den Hammerwurf-Ring übertreten hatte und der Versuch somit eindeutig ungültig war. Die Jury erkannte folgerichtig dem nächstplatzierten Nowicki die Bronzemedaille zu. Doch aus Gründen der Fairness wurde Halász seine Medaille nicht aberkannt. Schon gleich nach seiner im ersten Versuch erzielten Weite hatte es Diskussionen um deren Gültigkeit gegeben, die den Ungarn nach Meinung der Jury so irritiert hätten, dass er im weiteren Wettbewerbsverlauf sehr beeinträchtigt gewesen sei. In seiner Versuchsreihe hatte es nur noch einen gültigen um circa viereinhalb Meter kürzeren Wurf gegeben. So wurden hier zwei Bronzemedaillen vergeben.
Seine vierte WM-Goldmedaille in Folge gewann der polnische Europameister von 2016 und zweifache Vizeeuropameister (2014/2018) Paweł Fajdek mit 80,50 m. Silber ging mit 78,19 m an den Franzosen Quentin Bigot. Die zweimal vergebene Bronzemedaille – siehe oben – errangen der ungarische EM-Dritte von 2018 Bence Halász und der polnische Olympiadritte von 2016, zweifache WM-Dritte (2015/2017), amtierende Europameister und EM-Dritte von 2016 Wojciech Nowicki.

## Rekorde
Vor dem Wettbewerb galten folgende Rekorde:
| Weltrekord               | Jurij Sedych | 86,74 m | EM in Stuttgart, BR Deutschland | 30. August 1986 |
| Weltmeisterschaftsrekord | Iwan Zichan  | 83,63 m | WM in Osaka, Japan              | 27. August 2007 |

Der bestehende WM-Rekord wurde bei diesen Weltmeisterschaften nicht eingestellt und nicht verbessert.

## Legende
Kurze Übersicht zur Bedeutung der Symbolik – so üblicherweise auch in sonstigen Veröffentlichungen verwendet:
| – | verzichtet |
| x | ungültig   |

## Qualifikation
31 Teilnehmer traten in zwei Gruppen zur Qualifikationsrunde an. Die Qualifikationsweite für den direkten Finaleinzug betrug 76,50 m. Sieben Athleten übertrafen diese Marke (hellblau unterlegt). Das Finalfeld wurde mit den fünf nächstplatzierten Sportlern auf zwölf Werfer aufgefüllt (hellgrün unterlegt). So reichten für die Finalteilnahme schließlich 76,2 m.

### Gruppe A

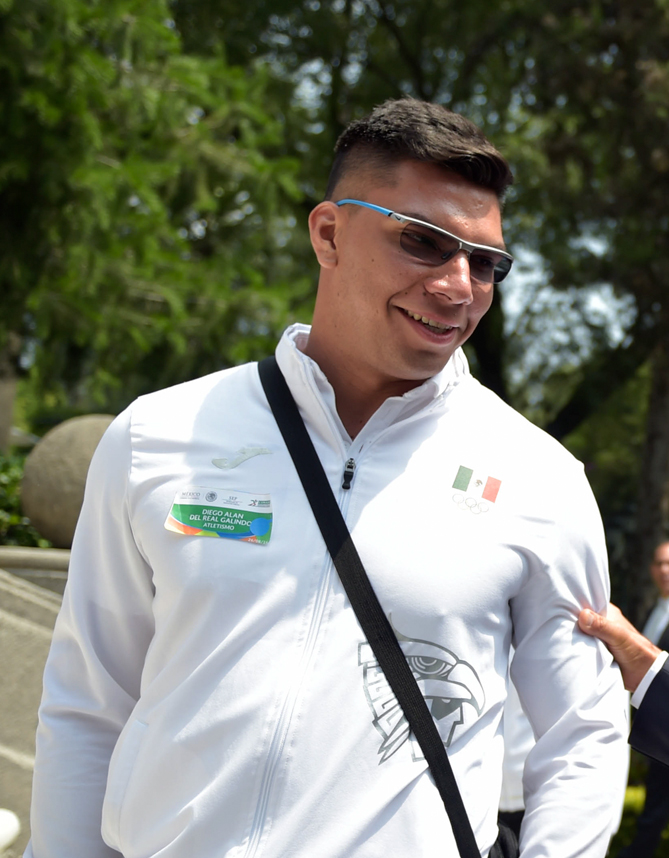
Diego del Real – ausgeschieden als Zehnter mit 73,15 m

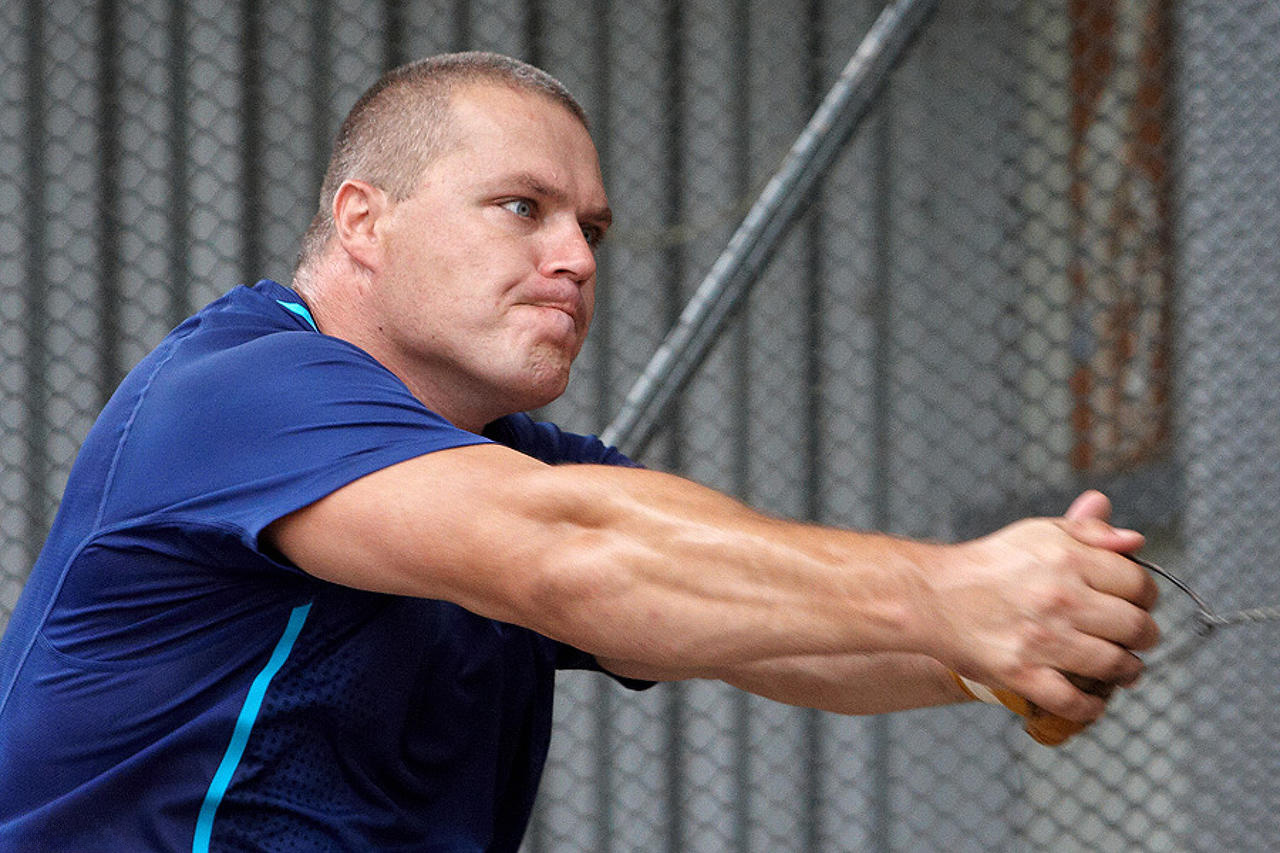
Krisztián Pars – unter anderem Olympiasieger von 2012 – ausgeschieden als Elfter mit 73,05 m

1. Oktober 2019, 16:30 Uhr Ortszeit (15:30 Uhr MESZ)
| Platz | Athlet                 | Land                        | 1. Versuch | 2. Versuch | 3. Versuch | Weite (m) |
| ----- | ---------------------- | --------------------------- | ---------- | ---------- | ---------- | --------- |
| 1     | Wojciech Nowicki       | Polen                       | 77,89      | –          | –          | 77,89     |
| 2     | Quentin Bigot          | Frankreich                  | 77,44      | –          | –          | 77,44     |
| 3     | Javier Cienfuegos      | Spanien                     | 74,87      | 775,06     | 76,90      | 76,90     |
| 4     | Jewgeni Korotowski     | Authorised Neutral Athletes | 74,96      | 75,90      | 76,36      | 76,36     |
| 5     | Nick Miller            | Großbritannien              | x          | 76,36      | x          | 76,36     |
| 6     | Hleb Dudarau           | Belarus                     | 71,74      | 75,38      | 76,28      | 76,28     |
| 7     | Ashraf Amgad el-Seify  | Katar                       | 72,38      | 76,22      | x          | 76,22 SB  |
| 8     | Conor McCullough       | USA                         | 74,26      | 74,88      | 72,82      | 74,88     |
| 9     | Gabriel Kehr           | Chile                       | 73,99      | 72,80      | 71,79      | 73,99     |
| 10    | Diego del Real         | Mexiko                      | 71,90      | 73,15      | 71,62      | 73,15     |
| 11    | Krisztián Pars         | Ungarn                      | 72,69      | 72,36      | 73,05      | 73,05     |
| 12    | Christos Frantzeskakis | Griechenland                | 72,96      | x          | 72,81      | 72,96     |
| 13    | Daniel Haugh           | USA                         | x          | 68,52      | 72,85      | 72,85     |
| 14    | Serhij Perewosnikow    | Ukraine                     | x          | 72,16      | 71,26      | 72,16     |
| 15    | Mostafa el-Gamel       | Ägypten                     | 68,99      | 70,45      | 68,16      | 70,45     |
| 16    | Joaquín Gómez          | Argentinien                 | 70,07      | 70,17      | 68,40      | 70,17     |

### Gruppe B

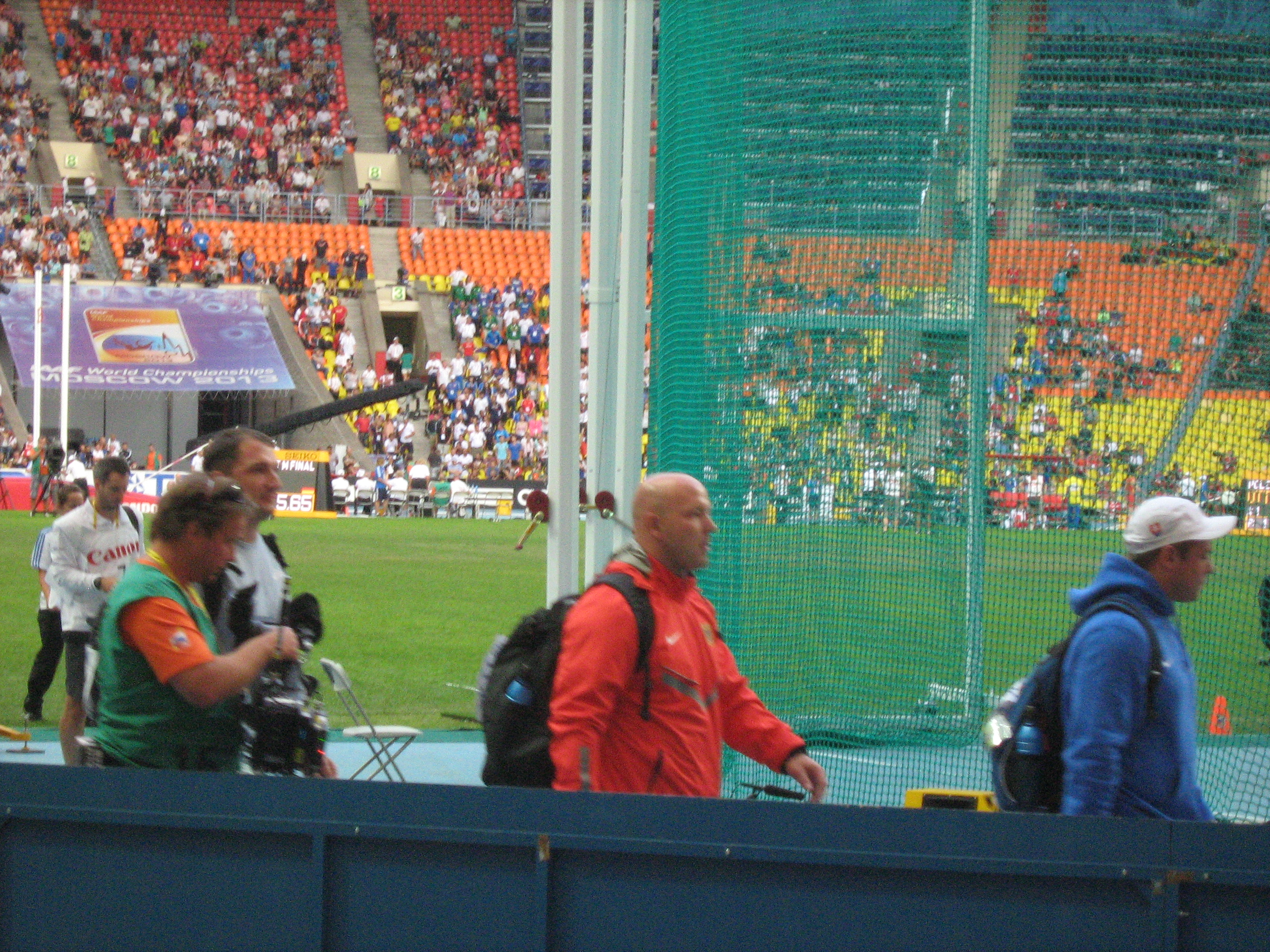
Marcel Lomnický (rechts) – ausgeschieden als Neunter mit 73,51 m

1. Oktober 2019, 18:00 Uhr Ortszeit (17:00 Uhr MESZ)
| Platz | Athlet               | Land                        | 1. Versuch | 2. Versuch | 3. Versuch | Weite (m) |
| ----- | -------------------- | --------------------------- | ---------- | ---------- | ---------- | --------- |
| 1     | Paweł Fajdek         | Polen                       | 79,24      | –          | –          | 79,24     |
| 2     | Rudy Winkler         | USA                         | 76,00      | 74,03      | 77,06      | 77,06 PB  |
| 3     | Bence Halász         | Ungarn                      | 76,90      | –          | –          | 76,90     |
| 4     | Mychajlo Kochan      | Ukraine                     | x          | 76,56      | –          | 76,56     |
| 5     | Eivind Henriksen     | Norwegen                    | 76,21      | 75,48      | 76,46      | 76,46     |
| 6     | Michalis Anastasakis | Griechenland                | 72,75      | 73,62      | 75,07      | 75,07     |
| 7     | Sachar Machrossenka  | Belarus                     | 71,74      | 73,08      | 74,80      | 74,80     |
| 8     | Serghei Marghiev     | Moldau                      | 74,15      | 74,25      | 74,28      | 74,28     |
| 9     | Marcel Lomnický      | Slowakei                    | 73,51      | 73,01      | x          | 73,51     |
| 10    | Denis Lukjanow       | Authorised Neutral Athletes | 71,41      | 71,93      | 73,47      | 73,47     |
| 11    | Özkan Baltacı        | Türkei                      | 73,19      | 72,68      | x          | 73,19     |
| 12    | Humberto Mansilla    | Chile                       | 71,71      | x          | 72,68      | 72,68     |
| 13    | Roberto Sawyers      | Costa Rica                  | x          | 70,58      | 72,41      | 72,41     |
| 14    | Alberto González     | Spanien                     | 71,69      | 71,59      | x          | 71,69     |
| 15    | Serhij Reheda        | Ukraine                     | x          | x          | 71,28      | 71,28     |

## Finale
2. Oktober 2019, 21:40 Uhr Ortszeit (20:40 Uhr MESZ)
| Platz | Athlet                | Land                        | 1. Versuch | 2. Versuch | 3. Versuch | 4. Versuch                             | 5. Versuch                             | 6. Versuch                             | Weite (m) |
| ----- | --------------------- | --------------------------- | ---------- | ---------- | ---------- | -------------------------------------- | -------------------------------------- | -------------------------------------- | --------- |
|       | Paweł Fajdek          | Polen                       | 79,34      | 80,16      | 79,37      | 80,50                                  | x                                      | x                                      | 80,50     |
|       | Quentin Bigot         | Frankreich                  | 76,34      | 78,06      | 77,89      | 78,19                                  | x                                      | 74,87                                  | 78,19 SB  |
| 1     | Bence Halász          | Ungarn                      | 78,18      | x          | x          | x                                      | 73,76                                  | x                                      | 78,18     |
| 1     | Wojciech Nowicki      | Polen                       | 76,25      | 76,50      | x          | 77,42                                  | x                                      | 77,69                                  | 77,69     |
| 5     | Mychajlo Kochan       | Ukraine                     | 74,52      | 72,58      | 75,83      | 76,21                                  | 77,39                                  | 76,50                                  | 77,39 PB  |
| 6     | Eivind Henriksen      | Norwegen                    | 76,03      | x          | 77,38      | x                                      | 75,36                                  | 77,07                                  | 77,38     |
| 7     | Javier Cienfuegos     | Spanien                     | 73,25      | 74,73      | 76,00      | 76,57                                  | 76,01                                  | 74,64                                  | 76,57     |
| 8     | Hleb Dudarau          | Belarus                     | 75,45      | 74,36      | 76,00      | 74,30                                  | 74,46                                  | 75,34                                  | 76,00     |
| 9     | Ashraf Amgad el-Seify | Katar                       | 75,28      | 75,41      | 75,09      | nicht im Finale der besten acht Werfer | nicht im Finale der besten acht Werfer | nicht im Finale der besten acht Werfer | 75,41     |
| 10    | Nick Miller           | Großbritannien              | 75,31      | x          | x          | nicht im Finale der besten acht Werfer | nicht im Finale der besten acht Werfer | nicht im Finale der besten acht Werfer | 75,31     |
| 11    | Rudy Winkler          | USA                         | 74,42      | 75,20      | 73,47      | nicht im Finale der besten acht Werfer | nicht im Finale der besten acht Werfer | nicht im Finale der besten acht Werfer | 75,20     |
| 12    | Jewgeni Korotowski    | Authorised Neutral Athletes | x          | 74,64      | 75,14      | nicht im Finale der besten acht Werfer | nicht im Finale der besten acht Werfer | nicht im Finale der besten acht Werfer | 75,14     |

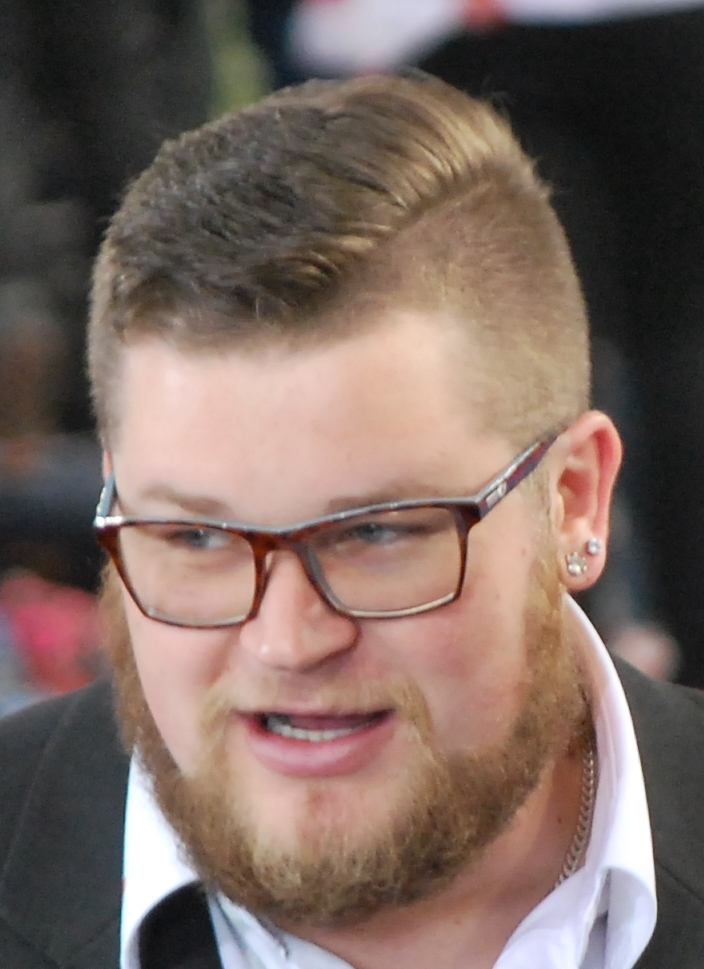
Paweł Fajdek – zum vierten Mal in Folge Weltmeister
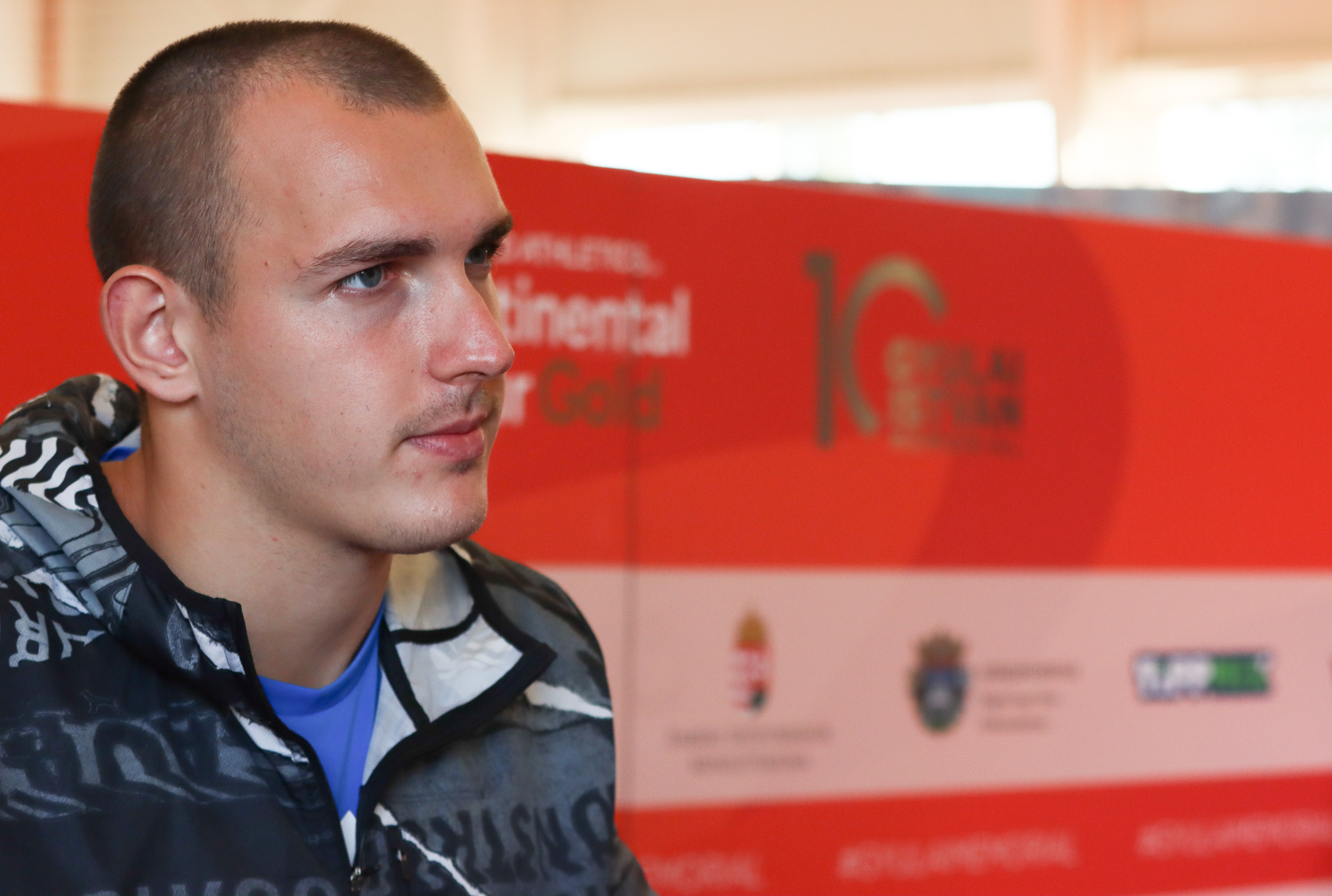
Bence Halász durfte seine Bronzemedaille trotz ungültigen Wurfs behalten
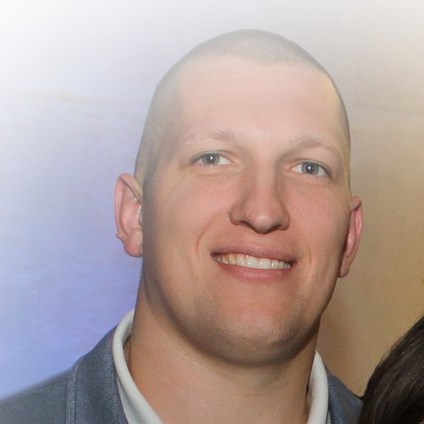
Wojciech Nowicki kam nach Protest seiner Teamleitung doch noch zu seiner verdienten Bronzemedaille

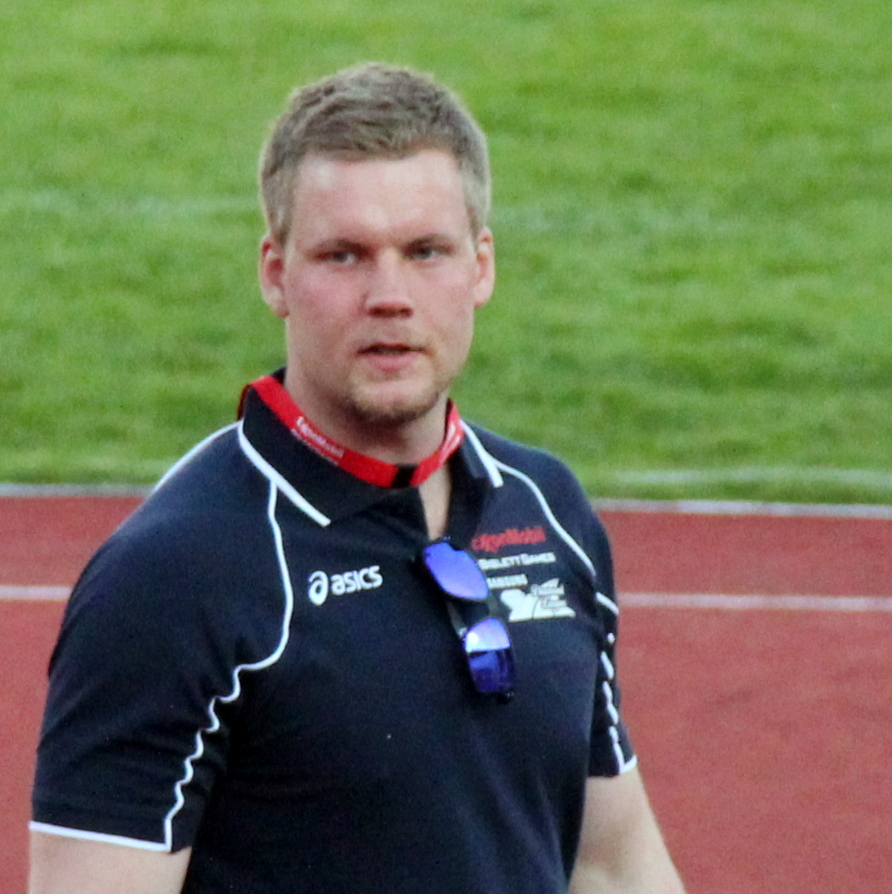
Der sechstplatzierte Eivind Henriksen
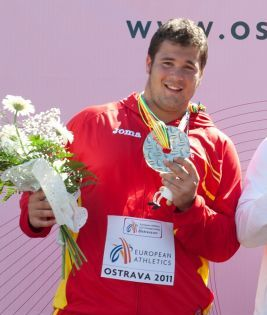
Rang sieben für Javier Cienfuegos
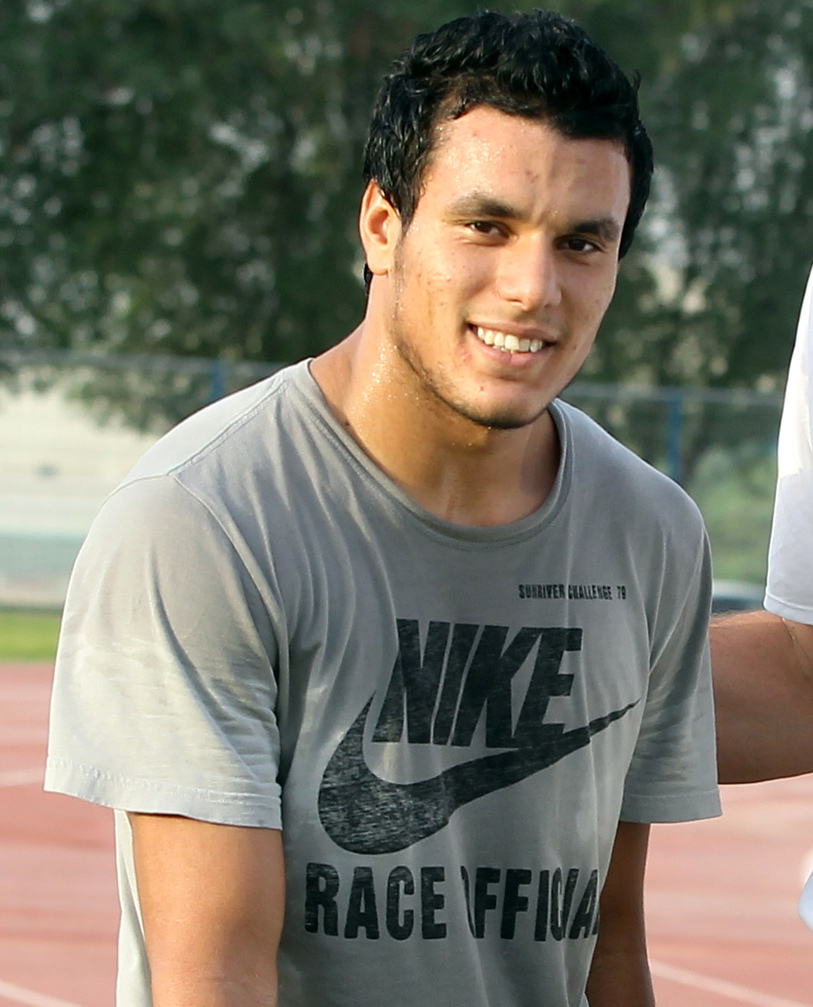
Ashraf Amgad el-Seify belegte den neunten Platz

## Video
- Men's Hammer Throw Final | World Athletics Championships Doha 2019, youtube.com, abgerufen am 18. März 2021